# Oléosome
Les oléosomes sont des structures intracellulaires dans lesquelles sont stockés les lipides des graines de plantes oléagineuses. Ils sont constitués d’un cœur de lipides neutres hydrophobes entouré d’une monocouche de phospholipides stabilisée par des oléosines. Grâce à cette structure, les oléosomes sont très stables. L'huile présente dans les graines ne coalesce pas, du fait que les oléosines sont très hydrophobes . 